# Krijgsmacht van San Marino
De San Marinese krijgsmacht (Italiaans: Forze Armate Sammarinesi) vormt de strijdkrachten van San Marino. De krijgsmacht van de dwergstaat is een van de kleinste ter wereld. Hij bestaat onder andere uit een gendarmerie, kruisboogkorps, artilleriekorps, geüniformeerd korps, militie, een militair muziekensemble en de Guardia Nobile.

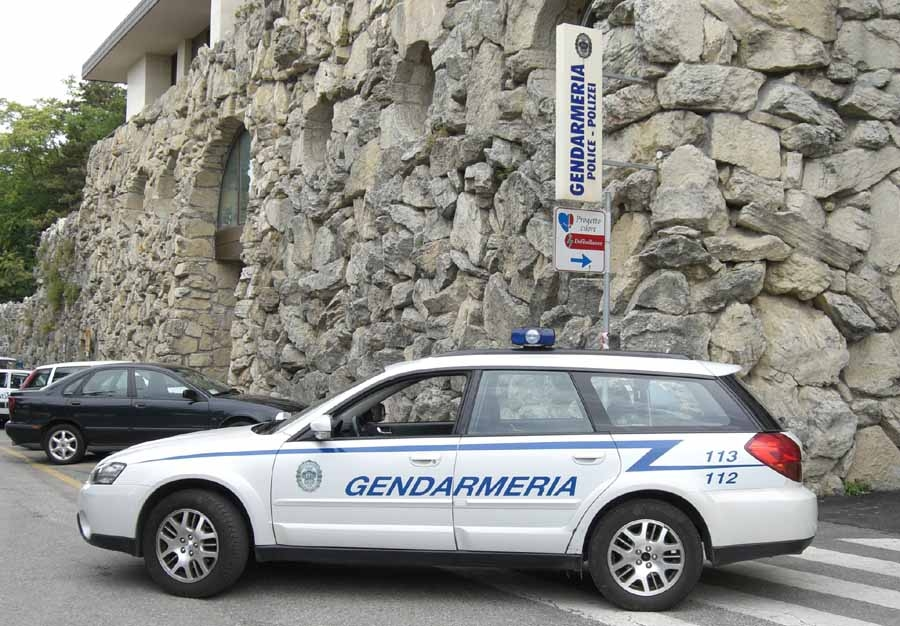
Een Subaru van de gendarmerie

## Guardia Nobile
De Guardia Nobile is een militaire eenheid die in 1740 werd opgericht ter bescherming van de kapitein-regenten van San Marino en overheidsfunctionarissen en ter verdediging van de opper- en algemene raad, het gekozen parlement van San Marino. De taken van deze eenheid zijn bijna alleen maar ceremonieel, hoewel de leden een volledige militaire training ondergaan.

## Guardia di Rocca
De Guardia di Rocca is een militaire eenheid bestaande uit een artilleriekorps en een geüniformeerd korps. De eenheid dient voor de bescherming van de San Marinese grens en het Palazzo Pubblico. Bij het paleis is het korps zichtbaar voor de toerist en is de beschermende taak vooral ceremonieel. De artillerie tak van de 'garde van de rots' verzorgt het afvuren van de kanonnen bij ceremoniële aangelegenheden.

## Gendarmerie
De San Marinese gendarmerie (Corpo della Gendarmeria della Repubblica di San Marino) werd opgericht in 1842 en is een militaire politie-eenheid onder leiding van de minister van Buitenlandse Zaken. De gendarmerie is verantwoordelijk voor de bescherming van de burgers, hun bezittingen en de openbare orde.

### Graden gendarmerie
| Officieren        |                   |                   |                   |                   |                   |
| Kolonel           | Kolonel           | Luitenant-kolonel | Luitenant-kolonel | Majoor            | Majoor            |
| Kapitein          | Kapitein          | Luitenant         | Luitenant         | Tweede luitenant  | Tweede luitenant  |
| Onderofficieren   |                   |                   |                   |                   |                   |
| Adjudant-officier | Adjudant-officier | Brigadier         | Brigadier         | Tweede brigadier  | Tweede brigadier  |
| Soldaten          |                   |                   |                   |                   |                   |
| Korporaal         | Korporaal         | Gendarme          | Gendarme          | Leerling gendarme | Leerling gendarme |